# Fornstugan

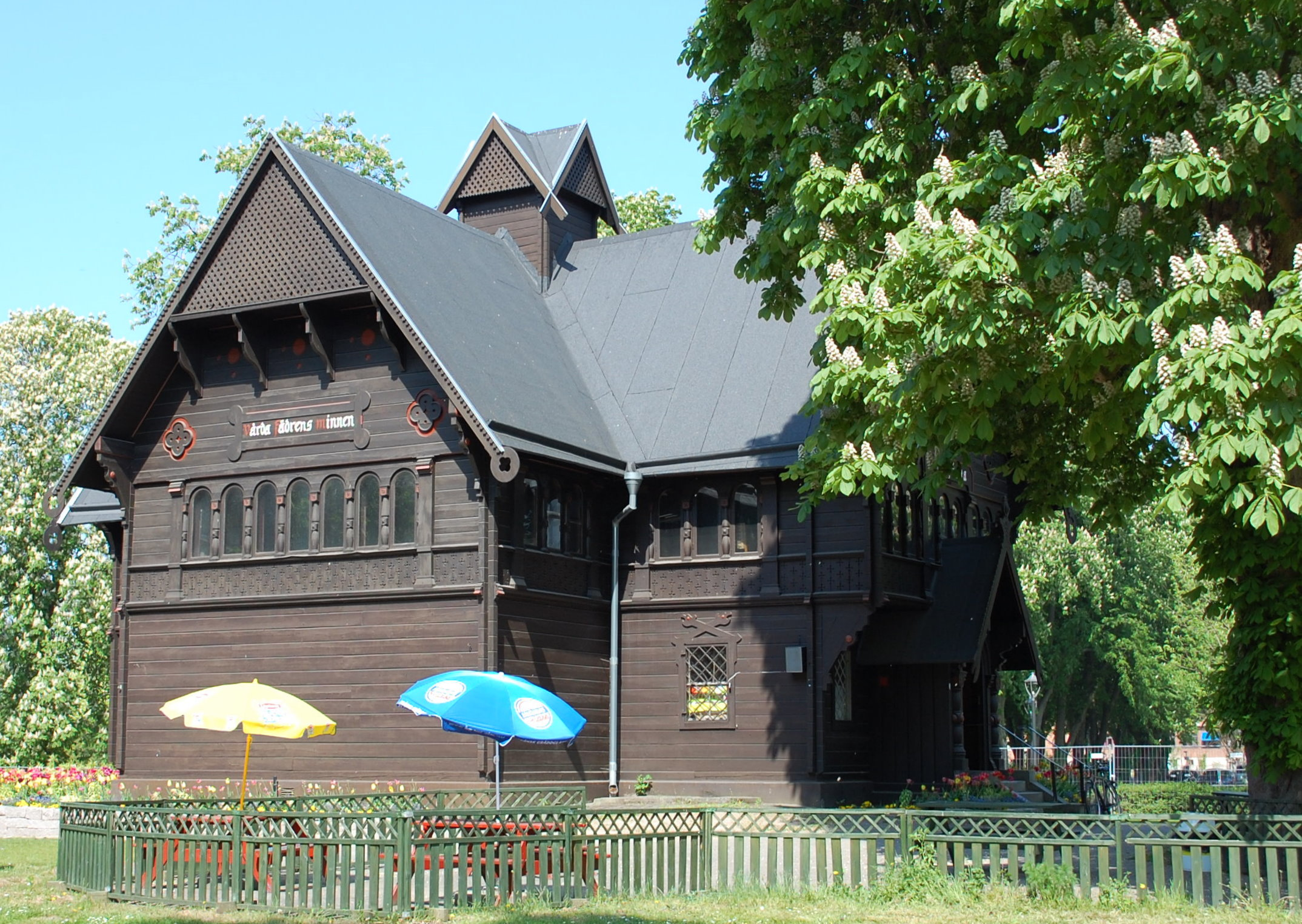
Fornstugan

Fornstugan ist ein denkmalgeschütztes Gebäude in der schwedischen Stadt Kristianstad. Es wird heute im Zeitraum von Mai bis September eines Jahres als Café genutzt.
Das aus Holz errichtete Gebäude steht im Tivoliparken der Stadt. Gebaut wurde es 1886 von Svante Svenson als Museum in einem idealisierten Wikingerstil der schwedischen Nationalromantik. Fornstugan ist damit einer der ältesten schwedischen Museumsbauten. Die Nutzung als Museum dauerte bis 1913 an. Seit 1982 steht das Gebäude als Byggnadsminne unter Denkmalschutz.